# جادة باربيس

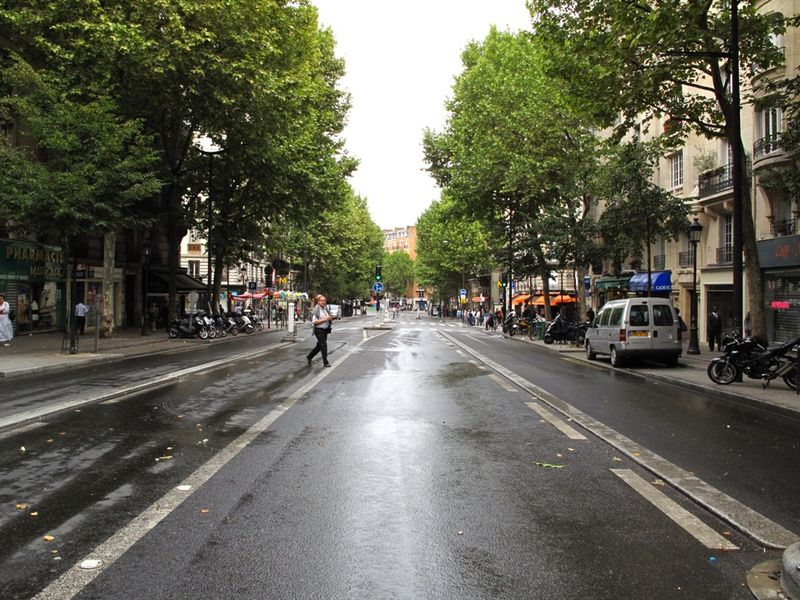
جادة باربيس في 2013

جادة باربيس أو بولفار باربيس (بالفرنسية: Boulevard Barbès
)‏ هي جادة تقع باريس في الدائرة الثامنة عشرة في باريس وفيه مترو باربيس ومترو ماركاديه.

## التاريخ
]]

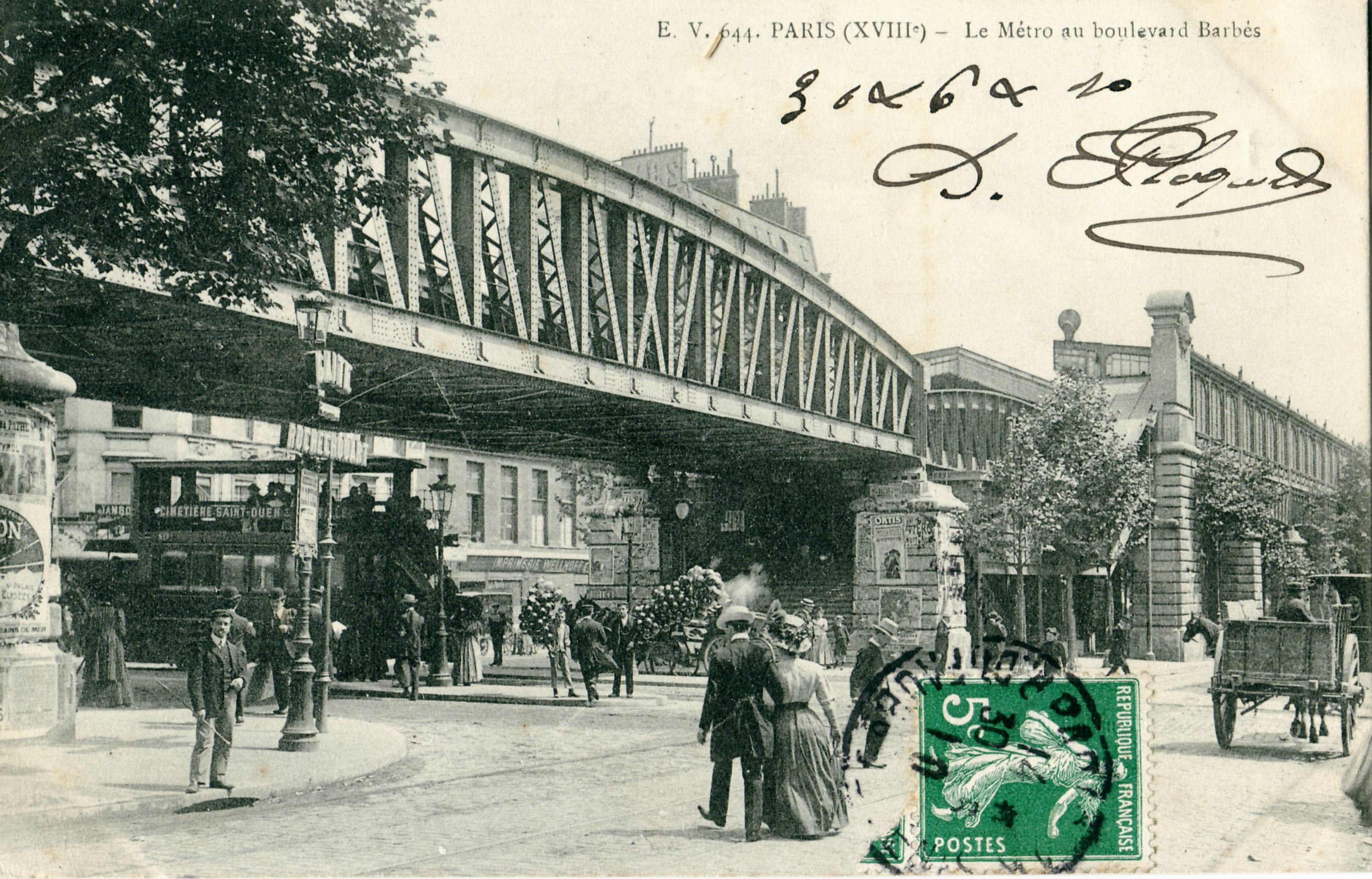
صورة من بداية القرن العشرين مأخوذه من بداية الشارع عند مترو باربيس

اعتباراً من عام 1844، فإن القسم الأكبر من حديقة شاتو غوج (القصر الأحمر)، والتي كانت تقع في قرية مونمارتر، استملكت ليتم فتح عدة مسارات على الأرض المكتسبة. و عرض الشارع هو 12 مترا،وهو يتقاطع مع شارع ماركاديه عند مترو ماركاديه.

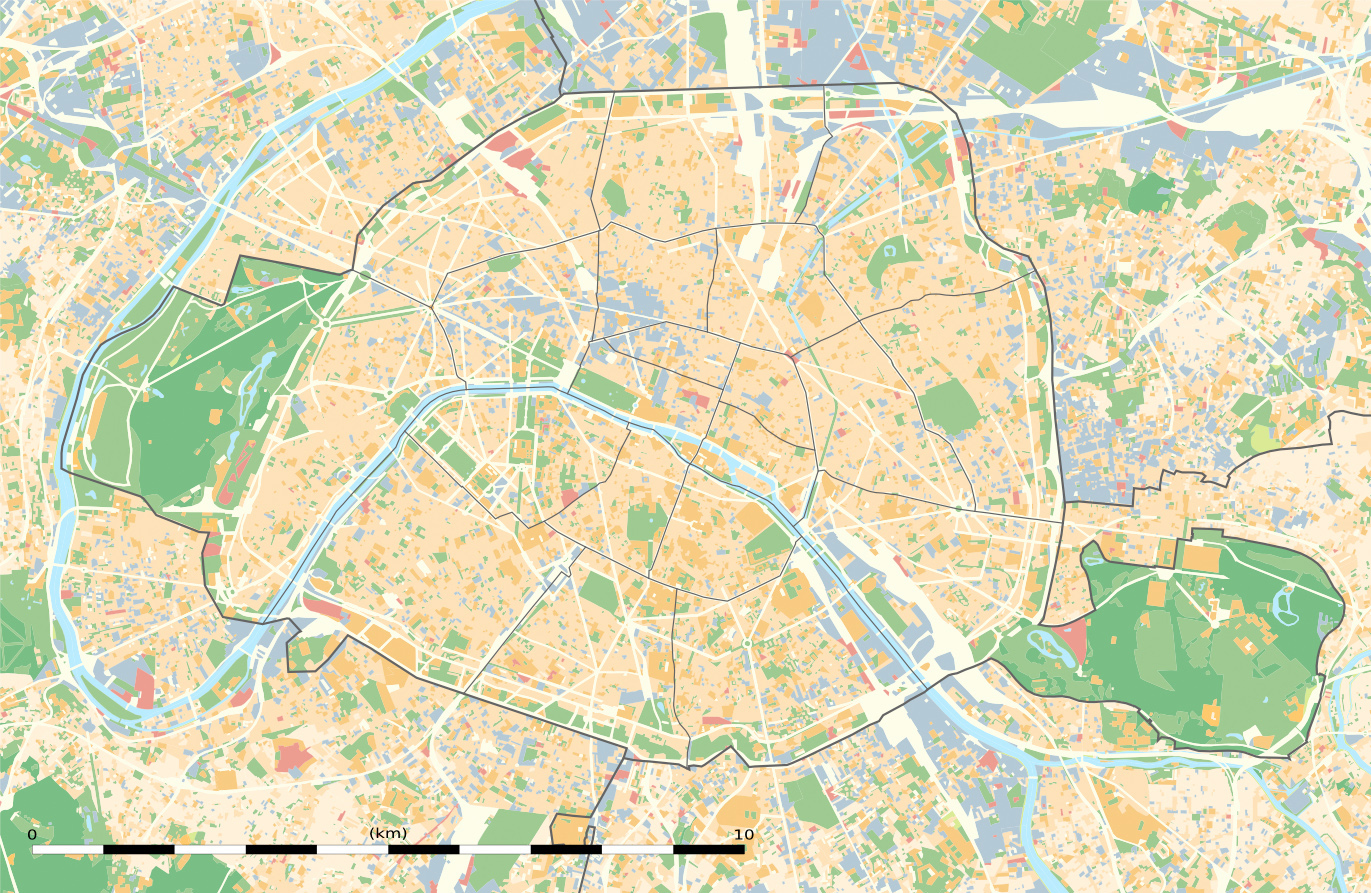
خريطة باريس وبولفار باربيس في شمالها

## خصائصه
يبدأ هذا الشارع من تقاطعه مع بولفارد الشابل القادم من حي الشابل